# ロベール＝ウーダン劇場における婦人の雲隠れ
『ロベール＝ウーダン劇場における婦人の雲隠れ』（ロベール＝ウーダンげきじょうにおけるふじんのくもがくれ、フランス語: Escamotage d'une dame chez Robert-Houdin、英語: The Vanishing Lady）は、1896年に公開されたジョルジュ・メリエス監督によるフランスの短編サイレントのトリック映画である。フランスの奇術師ビュアティエ・ド・コルタによる有名な舞台の奇術をもとにした作品で、メリエス演じる奇術師がジュアンヌ・ダルシー演じる婦人を消失させたり、そこに骸骨を出現させたりするトリックを披露する。
この作品はメリエスが所有する庭で、奇術師でもある彼が経営するロベール＝ウーダン劇場のステージを模した屋外セットで撮影された。ド・コルタの舞台の奇術では、婦人が隠されたトラップドアから出入りして姿を消していたが、本作ではその従来の舞台装置ではなく、ストップ・トリックと呼ばれる特殊撮影（トリック撮影）を用いることで、人物の消失や出現などのトリックを可能にした。本作はメリエスが初めて特殊撮影を使用した作品であり、これ以後もストップ・トリックなどを駆使したトリック映画を専門的に作り、このジャンルを広く普及させた。本作のフィルムは現存しており、2017年には4K解像度でデジタル化された。

## プロット
ステージに奇術師が登場し、カメラに向かってお辞儀をしたあと、一人の婦人を連れてくる。奇術師はテーブルの上の新聞紙を取り上げ、それを床に広げ、その上に椅子を置く。奇術師は婦人を椅子に座らせ、大きな布（ショール）で彼女を覆い隠す。しばらくして奇術師が布を外すと、婦人は忽然と姿を消してしまう。次に奇術師が大きな身振りをして呪文をかけると、今度は椅子の上に骸骨が出現する。奇術師は骸骨に再び大きな布をかけ、それを外すと、消失したはずの婦人が再び出現する。奇術師は婦人の手を取り、カメラに向かってお辞儀を2回したあと、ステージから出て行く。

## キャスト
奇術師 - ジョルジュ・メリエス
メリエスは元々奇術師であり、パリのロベール＝ウーダン劇場を経営していた。1895年12月にリュミエール兄弟のシネマトグラフの上映を観たことで映画に興味を持ち、1896年に映画製作を始めた。本作を撮るまでは、リュミエール映画を真似た作品や、ロベール＝ウーダン劇場の演目をそのまま写した作品などを撮っていた。
婦人（奇術師の助手） - ジュアンヌ・ダルシー
ダルシーは1888年からロベール＝ウーダン劇場の舞台に出演し、やがてメリエスの愛人となった。本作はダルシーの映画初出演作であり、これ以後メリエス作品の主要な俳優として多くの作品に出演した。

## 製作

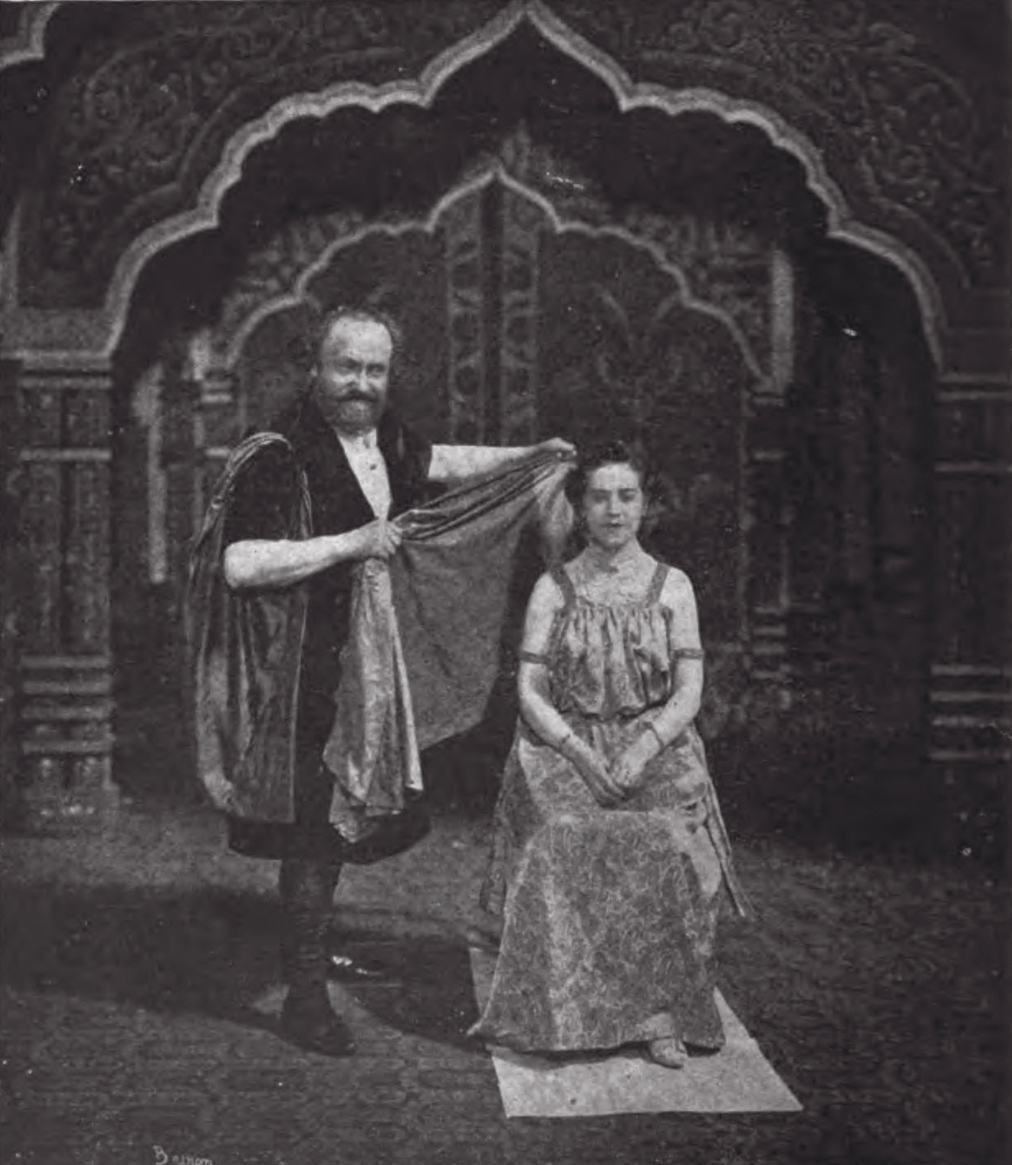
本作の元となったビュアティエ・ド・コルタの奇術演目『婦人の雲隠れ』（写真は1909年）。

本作はフランスの奇術師であるビュアティエ・ド・コルタによる舞台の奇術演目『婦人の雲隠れ』のトリックに基づいている。メリエスは本作を作る前に、すでにロベール＝ウーダン劇場でこの奇術演目を模倣しており、それは同劇場におけるメリエスの最も有名な演目のひとつとなっていた。舞台上のトリックでは、奇術師の助手（婦人）を消すために舞台装置（床落としの仕掛け）が使われており、新聞紙とショールがトリックを機能させるための重要なアイテムとなった。新聞紙は、カスタムメイドによるゴム製のものであり、ステージの床にあるトラップドアを隠す役割を果たした。一方、ショールは助手を覆い隠すために使用した。助手が座る椅子は分離可能なシートで作られており、助手はショールに覆い隠されている間に、ゴム製の新聞紙に隠されたトラップドアから床下に隠れることで、人体消失に見せかけることができた。
本作の撮影は1896年10月に、モントルイユにあるメリエスの別荘の庭に設置した書割による屋外セットで行われた。当時のメリエスはまだ自身の映画スタジオを所有していなかったが、撮影に必要な光が不十分な劇場のステージ上で撮影することはできなかったため、太陽光が得られる屋外で撮影しなければならなかった。セットはロベール＝ウーダン劇場のステージのデコール（舞台装置）を模しており、メリエス自身が布に描いた書割の背景幕はロココ様式のインテリアのようなデザインである。俳優は奇術師役のメリエスと、助手役のダルシーの2人だけである。ダルシーはトラップドアから隠れるには理想的な低い身長の持ち主だったため、舞台上でこのような人体消失の奇術を何度も演じていた。
本作の撮影では、ビュアティエ・ド・コルタの舞台上の奇術と同じように新聞紙とショールの小道具を用意しているものの、トラップドアと床落としの仕掛けは使わず、代わりにストップ・トリック（置換トリック）と呼ばれる特殊撮影技術を使用した。これは撮影を中断している間に、画面上の人物や物を変更したり、取り除いたりするという手法である。本作でのストップ・トリックの使い方は、まず椅子に座るダルシーにショールをかけ、そのあとに数秒間撮影を中断し、その間にメリエスは動かず姿勢をそのままにしておき、ダルシーは素早くカメラの外にはけ、それから撮影を再開した。そうすることでショールに隠された状態で椅子に座るダルシーのテイクから、彼女がフレームアウトしたテイクに直接映像を繋ぐことができ、人体消失のトリックを生み出すことができた。続いてメリエスは同様の手順で、骸骨を登場させたり、骸骨を再びダルシーに変身させたりした。
本作はストップ・トリックの最初の有名な使用例であるが、この手法自体は1895年のエジソン社作品『メアリー女王の処刑』の処刑シーンで、メアリー女王役の俳優と切断用のマネキンをすり替えるために、既に使用されていた。後年にメリエスが語ったところによると、その翌1896年10月頃にパリのオペラ座広場を撮影していた時に、カメラの故障という偶然のアクシデントからストップ・トリックの手法を発見し、早速本作でそれを使用したという。本作におけるストップ・トリックは、『メアリー女王の処刑』のような実用的な目的ではなく、魔法のような効果を生み出すために使用した最初の例である。その結果に満足したメリエスは、これ以後に本作のようなトリック映画を専門的に作り、そのジャンルを体系化して広く普及させたが、ストップ・トリックはそんなメリエスの作品の中で最も基本的な特殊撮影として使用された。

## スタイル
本作のスタイルは、他のメリエス作品と同じように演劇的なものであり、映画史家のジョルジュ・サドゥールはそれを「映画撮影された演劇」と呼んでいる。スクリーンを舞台のような空間と見なしたメリエスは、本作をロベール＝ウーダン劇場における奇術演目と同じ振る舞いや約束事で撮影した。すなわちメリエスがステージ裏から出て来て挨拶をするところから作品が始まり、トリックを演じたあと、スクリーンの向こうで想定される観客の拍手喝采に礼を言うかのように何度か挨拶をしてからステージを去り、俳優がステージ裏に消え去ってから映画が終了した。また、カメラは劇場の観客席の中央からステージを見ているような視点で固定されており、サドゥールはそれを「1階最上等席の紳士」の視点と呼んだ。
本作の映像は1つのショットだけで構成されている。実際にはショットの中で、ストップ・トリックによって撮影が中断されているが、この中断する前と後のテイクは、ショットよりも小さな映像単位としてのセグメントに分節化することができる。本作ではストップ・トリックが3回行われているため、ここには4つのセグメントがあると言える。これらのセグメントは変更する対象（本作では婦人や骸骨）以外の画面に写るものが一致するように注意深く繋ぎ合わされるため、実際にはセグメントごとに画面が分割されているにもかかわらず、得られる映像は目に見えない編集による長いシームレスなワンショットとして成立している。

## 公開
1896年、本作のフィルムはメリエスが経営する映画会社スター・フィルムから興行師たちに販売され、同社のカタログには70番という作品番号が付けられた（すなわちメリエスの70本目の作品である）。本作は高い商業的成功を収めたが、それは数年間も続き、1906年のスター・フィルムのカタログにもまだ大見出しで作品が掲載されるほどだった。現存するプリントフィルムはモノクロであるが、公開当時は手彩色によるカラーのプリントも販売されていた。メリエス研究者のジャック・マルテットは、1979年に本物のフィルム素材を使用して手彩色のカラー版を再作成した。2017年にシネマテーク・フランセーズは、保管しているモノクロの35ミリフィルムのコピーを4K解像度でデジタル化した。